# Sherpa (diplomácia)
A diplomáciai nyelvben sherpának (ejtsd: serpa) nevezik az állam- vagy kormányfőknek azokat a személyes megbízottait, akik háttértárgyalásaikkal előkészítik főnökeik személyes csúcstalálkozóit. A sherpa diplomáciai fogalma a 20. század végén alakult ki, amikor az államok első számú vezetőinek találkozói gyakoribbá váltak, és ezen találkozók előkészítésekor a vezetők gyakran nem a korábban megszokott csatornákra, a külügyminisztériumokra illetve a külügyminiszterekre, hanem inkább saját közvetlen munkatársaikra támaszkodtak.
Magyar viszonylatban Szijjártó Péter nevezte saját küldetését sherpa-jellegűnek.

## Az elnevezés eredete
Az elnevezés a Himalája hegységben élő serpa népcsoport nevéből ered, Közülük kerültek ki az első nyugati hegymászók teherhordói, hegyi vezetői. Az első világhírű serpa Tendzing Norgaj volt, aki Edmund Hillaryvel együtt elsőként jutott fel a Csomolungma tetejére. A diplomáciai szóhasználatban az Európai Unióban terjedt el először, ahol az állam- és kormányfők személyes képviselői gyakran igen hosszú és fáradságos munkával készítették elő főnökeik rövid csúcstalálkozóit. Az eleinte tréfás, informális szóhasználat az utóbbi években hivatalossá is vált azáltal, hogy a 2000-es években több európai szintű szabályozás létrehozására irányuló magas szintű tárgyalócsoportot a hivatalos dokumentumokban is sherpa-alcsoportnak neveztek.

## Külső hivatkozás
- A serpa vagy sherpa szó előfordulása uniós jogszabályokban, jogszabálytervezetekben és más hivatalos dokumentumokban (EUR-Lex).